# Keith Tippett

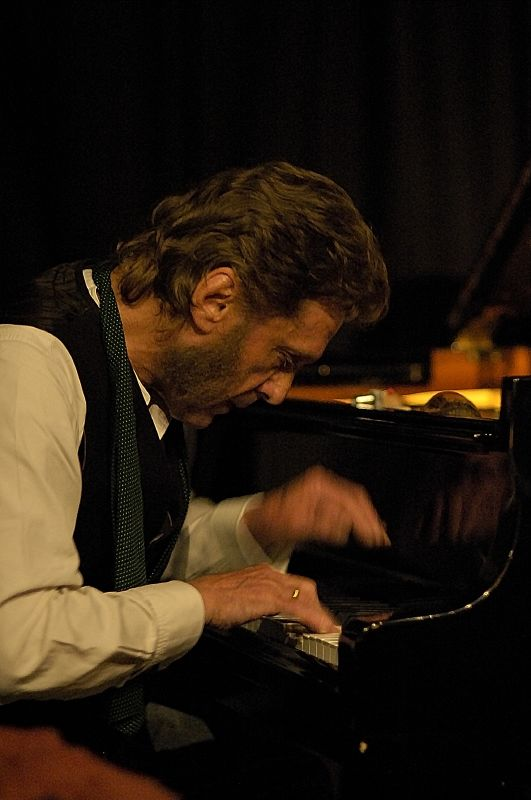
Keith Tippett

Keith Tippett (Bristol, 25 augustus 1947 – 14 juni 2020) was een Britse jazzpianist en -componist. 

## Levensloop
Tippett werd geboren als zoon van een politieman. Hij ging naar de Greenway Boys Secondary Modern school in Southmead, een wijk van Bristol. Tippett was getrouwd met de zangeres Julie Driscoll, die hij in 1969 ontmoette toen hem gevraagd was haar bij opnames te begeleiden. 
Nog in de tijd dat hij op school zat formeerde hij zijn eerste jazzband met de naam The KT7. Hun repertoire bestond uit nummers van de destijds populaire The Temperance Seven. 
In 1967 vertrok Tippett uit Bristol naar Londen. Het was de tijd van de geboorte van de jazzrock. Tippett speelde daar een voorname rol in. Nog als lid van de Blue Notes (van Chris MacGregor) vormde Tippett zijn eerste combo. In geen tijd had hij een bijzondere groep van musici rond zich verzameld, onder wie Elton Dean (saxofoon), Mark Charig (trompet), Nick Evans (trombone), Roy Babbington (bas) en John Marshall (drums). Ze produceerden twee albums: You Are Here I Am There (1970) en Dedicated To You But You Weren't Listening (1971). Rond diezelfde tijd ontwikkelden zich de groepen Nucleus en Soft Machine. De musici die in deze drie combinaties speelden zouden in de volgende jaren in verschillende formaties met elkaar samenwerken. Tippett speelde bijvoorbeeld mee op drie albums van King Crimson.
Toen Dean met een aantal anderen naar Soft Machine verhuisde, vormde Tippett Centipede, een orkest van 50 personen uit de klassieke, jazz- en rockwereld (onder meer John Marshall, Robert Wyatt, Roy Babbington, Brian Godding, Nick Evans, Paul Rutherford, Karl Jenkins, Brian Smith, Gary Windo, Alan Skidmore], Elton Dean, Dudu Pukwana, Marc Charig, Mongesi Feza, Ian Carr, Maggie Nichols, Julie Tippett, Mike Patto, Zoot Money, etc.). Centipede was een bijzonder fenomeen: een groot orkest dat op de rand van jazz, rock en klassiek acteerde. De groep bracht maar één album uit: Septober Energy (1971), dat geproduceerd werd door King Crimsons Robert Fripp.
Tippett richtte vervolgens Ovary Lodge op, meer een standaard jazzensemble. Hij speelde hier samen met Roy Babbington en Frank Perry. Drie albums werden geproduceerd. Op die albums werkte zijn vrouw Julie mee als zangeres. Met Ark heeft Tippett nog een keer geprobeerd de magie van Centipede nieuw leven in te blazen. De 22 man sterke groep nam in 1978 het album Frames op.
In de jaren tachtig ging Tippett door met het maken van muziek. De meeste albums die in die tijd geproduceerd zijn, waren helaas weinig opvallend. Dat kan niet gezegd worden van de soloalbums die ook in die tijd verschenen: Mujician (1981), Mujician II (1986) en Mujician III (1987). Het waren (en zijn) uitzonderlijke albums, waarin hij als jazzpianist de taal van de piano opnieuw probeerde uit te vinden. Het zijn staaltjes van zijn kunde als pianist. 
In die periode begon Tippett ook met het schrijven van muziek voor films en televisieprogramma’s. Dat zou hij in de daaropvolgende decennia blijven doen.
In de jaren negentig verbreedde Tippett zijn aandacht. Hij ging naar het buitenland, gaf daar workshops en trad vervolgens met de in de workshop gevormde groepen op. Enorm succesvol waren in dat opzicht zijn bezoeken aan Georgië (optredens van Mujician and the Georgian Ensemble) en Zuid-Afrika (optredens van Mujician samen met Ingoma). In die jaren trad Tippett regelmatig op met zijn eigen groep, Mujician. Daaein werkt Tippett samen met Paul Dunmall, Tony Levin en Paul Rogers. Tippett heeft ook nog een meerdere nieuwe bigbands geformeerd, met als laatste Tapestry. Met die band heeft hij op diverse jazzfestivals opgetreden. Tippett werkte samen met Elton Dean, Hugh Hopper en John Marshall in een band met de naam SoftWare. Die viel echter uit elkaar na hun eerste en enige optreden. 
Tippett trad in zijn latere jaren nog regelmatig op als jazzmusicus. Zijn optredens varieerden van vrije improvisatiejazz (als solopianist of in kleine groepen) tot optredens met grotere groepen zoals het Composers’ Ensemble, Kokoro, het Kreutzer String Quartet, het Jazz Orchestra en Tapestry. Daarnaast trad Tippett ook op als duo met zijn vrouw Julie onder de naam Couple in Spirit.
Tippett werkte ook als muziekdocent, gaf jazzworkshops over de hele wereld en was een vaste kracht op het Dartington College of Arts. Op het Welsh College of Music and Drama was hij tijdelijk docent in piano en improvisatie. Hij was daar ook de dirigent van het Jazz Ensemble van het Welsh College.